# Casa d'estiueig Salieti
La Casa d'estiueig Salieti o Restaurant Robert és una obra de l'Estartit situada al passeig del mar, núm 62-63. Fou un encàrrec de la família Salieti a Rafael Masó i Valentí l'any 1918 tal com indica el rellotge de sol esgrafiat a la façana. Actualment es conserva amb modificacions importants.
Es tracta d'una casa aïllada amb jardí de dos habitatges adossats, de planta baixa, pis i golfes, sota una sola coberta a dues aigües, de perfil trencat. La façana presenta una composició simètrica; és molt remarcable l'ús decoratiu de la ceràmica, de gran austeritat, seguint les pautes de l'estil noucentista.